# 大中臣能隆
大中臣 能隆（おおなかとみ の よしたか）は、平安時代後期から鎌倉時代前期にかけての公卿・伊勢神宮祭主。神祇大副・大中臣親隆の三男。官位は従二位・神祇大副、伊勢神宮祭主。伊勢神宮祭主を28年にも亘って務め、朝廷幕府双方と良好な関係を築いた。

## 経歴
仁安2年12月（1168年1月）外祖父の卜部兼友が神祇権大副を辞した替わりに神祇少祐に任ぜられる。翌仁3年（1168年）従五位下に叙爵。
治承2年（1178年）従五位上、治承3年（1179年）正五位下と昇進し、寿永元年12月（1183年1月）神祇権少副に任ぜられる。さらに元暦元年（1184年）従四位下に叙される。文治元年（1185年）父・親隆が伊勢神宮祭主を辞退し、能隆がこれに任ぜられた。他に、大中臣公宣・大中臣為定が職を求めたが勅断によって決着がついた。また、文治2年（1186年）には神祇権大副・大中臣親俊が卒去したことを受け、能隆が権大副に任ぜられた。同年従四位上に昇叙。
文治5年（1189年）正四位下に叙され、建久元年（1190年）神祇大副に転じる。建久9年（1198年）には従三位に叙され公卿に列した。承元4年（1210年）正三位に進む。
建暦2年（1212年）11月祭主を辞任。建保4年（1216年）には神祇大副も辞任するが、建保5年12月（1218年1月）大副に再任。承久4年（1222年）には従二位・伊勢神宮祭主に叙任される。祭主で二位に叙されることは能隆が初であった。
寛喜元年（1229年）祭主の辞意を漏らし、寛喜2年（1230年）4月後任の具体的人選についての仗議が行われる。同月病のため祭主を長男・隆宗に譲って貞永元年（1232年）出家。天福2年（1234年）4月に薨去。享年89。

## 官歴
※以下、『公卿補任』の記載に従う。
- 仁安2年12月13日（1168年1月24日）：神祇少祐に任ず（外祖父卜部兼友辞権大副申任之）。
- 仁安3年（1168年）7月19日：従五位下に叙す（九條院令爵）。
- 治承2年（1178年）正月30日：従五位上に叙す（祭主親隆卿御祈賞）。
- 治承3年（1179年）3月11日：正五位下に叙す（修造大神宮神服麻續両機殿賞）。
- 寿永元年12月7日（1183年1月2日）：神祇権少副に任ず（父親隆卿辞神祇大副申任之）。
- 元暦元年（1184年）10月6日：従四位下に叙す（造大神宮功）。
- 文治元年（1185年）11月25日：伊勢神宮祭主に補す（親隆卿替）。
- 文治2年（1186年）
  - 4月6日：神祇権大副に任ず（祭主神祇権大副大中臣親俊卿卒替）。
  - 4月29日：復任。
  - 11月27日：従四位上に叙す（御祈賞）。
- 文治3年12月4日（1188年1月4日）：復任（父喪）。
- 文治5年（1189年）11月15日：正四位下に叙す（御祈賞）。
- 建久元年（1190年）7月18日：神祇大副に転ず（卜部兼友辞替）。
- 建久9年（1198年）11月21日：従三位に叙す。祭主神祇大副如元。
- 承元4年（1210年）2月19日：正三位に叙す。
- 建暦2年（1212年）11月：伊勢神宮祭主を辞す。
- 建保4年（1216年）4月19日：大副を辞す（男隆通任権少副）。
- 建保5年12月12日（1218年1月10日）：更に神祇大副に任ず。
- 承久4年（1222年）2月26日：伊勢神宮祭主に還補。11月22日：従二位に叙す。
- 寛喜2年（1230年）4月17日：祭主を男隆宗に譲る。
- 貞永元年（1232年）7月22日[3]：出家。

## 系譜
- 父：大中臣親隆
- 母：卜部兼友[1]の娘
- 妻：平棟範の娘
  - 長男：大中臣隆宗（1168-1226）
  - 七男：大中臣隆通（1208-1249）
- 生母不明の子女
  - 次男：大中臣隆経（?-?）
  - 三男：大中臣隆雅（1184-?）
  - 四男：大中臣隆宣（?-1235）
  - 五男：大中臣隆則（?-?）
  - 六男：大中臣隆氏（?-1225）
  - 男子：大中臣隆仙
  - 男子：能豪
  - 男子：隆豪